# Euphorbia ruscifolia
Euphorbia ruscifolia är en törelväxtart som först beskrevs av Pierre Edmond Boissier, och fick sitt nu gällande namn av Nicholas Edward Brown. Euphorbia ruscifolia ingår i släktet törlar, och familjen törelväxter. Inga underarter finns listade i Catalogue of Life.